# Nekrolog 1274
Nekrolog
◄◄
| ◄
| 1270
| 1271
| 1272
| 1273
| 1274 | 1275 | 1276 | 1277 | 1278 | ► | ►►
Weitere Ereignisse | Allgemeiner Nekrolog 1274
Die Beschreibung der verstorbenen Person sollte so kurz wie möglich gehalten sein und nur deren signifikante Tätigkeit(en) enthalten.
Neue Namen ggf. auch unter dem Geburts- und Sterbedatum, also etwa unter 1. Januar und im Geburts- und Sterbejahr (2024) eintragen (nur bei entsprechender großer Wichtigkeit). Für Beispiele siehe die schon vorhandenen Artikel.
Außerdem über die fünf zuletzt Verstorbenen, zu denen es einen ausreichend guten Artikel für eine Präsentation auf der Hauptseite gibt, nach der todesbedingten Überarbeitung der Artikel ggf. auch unter Wikipedia Diskussion:Hauptseite informieren und sie am besten auch in den anderen Wikipedia-Sprachversionen eintragen. Tipp: Regelmäßig bei news.google.de nach „ist tot“, „gestorben“ oder „verstorben“ suchen.
Wenn eine Person gestorben ist, gibt es viele Seiten zu dieser Person in der Wikipedia, die davon auch betroffen sind und entsprechend aktualisiert werden müssen. Beispiele: Namenübersichtsseite, Geburtsjahr, Geburtsort-Seiten und viele mehr.
Wie finde ich die betroffenen Seiten?
Im Suchfeld auf der linken Seite gibt man den Suchbegriff so ein: „Vorname Nachname“. Dann klickt man auf Volltext und alle Seiten mit entsprechendem Suchtext werden aufgerufen. Hier sieht man dann schnell, wo auch das Todesjahr Sinn macht oder sogar ein Teil des Artikels angepasst werden muss. Auch hilft das „Werkzeug“ auf der linken Seite sehr gut, um solche Seiten aufzufinden: „Links auf diese Seite“. Somit ist die Wikipedia wieder aktuell in allen Bereichen! Hinweis: bei Eintragung der Kategorie „Gestorben JAHR“ wird der Missbrauchsfilter 49 ausgelöst, was jedoch nicht schlimm ist. Siehe: Spezial:Missbrauchsfilter/49
Dies ist eine Liste von im Jahr 1274 verstorbenen bekannten Persönlichkeiten. Die Einträge erfolgen innerhalb der einzelnen Daten alphabetisch sortiert. Tiere sind im Nekrolog für Tiere zu finden.

## Februar
| Tag         | Name                      | Beruf, bekannt als                                                                                      | Alter | Beleg |
| ----------- | ------------------------- | --- | ----- | ----- |
| 8. Februar  | Heinrich von Lützelburg   | Bischof von Semgallen, Bischof von Kurland und Bischof von Chiemsee, Angehöriger des Franziskanerordens |       |       |
| 18. Februar | Jakob Erlandsen           | Erzbischof in Lund                                                                                      |       |       |
| 20. Februar | Eberhard II. von Waldburg | Fürstbischof von Konstanz (1248–1274)                                                                   |       |       |
| 22. Februar | Ibn Mālik                 | spanisch-arabischer Gelehrter                                                                           |       |       |
| 24. Februar | Rudiger von Langheim      | deutscher Benediktinerabt                                                                               |       |       |

## März
| Tag     | Name             | Beruf, bekannt als                                    | Alter | Beleg |
| ------- | ---------------- | ----------------------------------------------------- | ----- | ----- |
| 7. März | Thomas von Aquin | italienischer Theologe und Philosoph des Mittelalters |       |       |

## April
| Tag       | Name                    | Beruf, bekannt als          | Alter | Beleg |
| --------- | ----------------------- | --------------------------- | ----- | ----- |
| 26. April | Heinrich von Wartenberg | Abt des Klosters St. Gallen |       |       |

## Mai
| Tag | Name                     | Beruf, bekannt als    | Alter | Beleg |
| --- | ------------------------ | --------------------- | ----- | ----- |
| Mai | Uilleam, 2. Earl of Ross | schottischer Adeliger |       |       |

## Juli
| Tag      | Name        | Beruf, bekannt als                                   | Alter | Beleg |
| -------- | ----------- | ---------------------------------------------------- | ----- | ----- |
| 15. Juli | Bonaventura | General der Franziskanerordens                       |       |       |
| 23. Juli | Wonjong     | 24. König des Goryeo-Reiches und der Goryeo-Dynastie | 55    |       |
| Juli     | Heinrich I. | König von Navarra, Graf von Champagne und von Brie   |       |       |

## August
| Tag        | Name               | Beruf, bekannt als                           | Alter | Beleg |
| ---------- | ------------------ | -------------------------------------------- | ----- | ----- |
| 4. August  | Robert of Stichill | Bischof von Durham                           |       |       |
| 12. August | Olivier de Termes  | okzitanischer Ritter, Faydit und Kreuzfahrer |       |       |
| 12. August | Song Duzong        | Kaiser von China während der Song-Dynastie   |       |       |
| 15. August | Robert von Sorbon  | französischer Theologe und Hofkaplan         | 72    |       |

## September
| Tag           | Name                   | Beruf, bekannt als     | Alter | Beleg |
| ------------- | ---------------------- | ---------------------- | ----- | ----- |
| 1. September  | Douceline von Digne    | christliche Mystikerin |       |       |
| 2. September  | Munetaka               | Shogun in Japan        | 31    |       |
| 13. September | Heinrich von Neuenburg | Bischof von Basel      |       |       |
| 22. September | Geoffrey de Langley    | englischer Vogt        |       |       |

## Oktober
| Tag         | Name                         | Beruf, bekannt als                                                                           | Alter | Beleg |
| ----------- | ---------------------------- | -------------------------------------------------------------------------------------------- | ----- | ----- |
| 3. Oktober  | Hermann III.                 | Herrscher von Lippe                                                                          |       |       |
| 12. Oktober | Heinrich von Streitberg      | deutscher Ordensritter und römisch-katholischer Bischof des Ermlands und später des Samlands |       |       |
| 14. Oktober | Heinrich von England         | englischer Kronprinz                                                                         | 7     |       |
| 14. Oktober | Heinrich II. von Raron       | Bischof von Sitten                                                                           |       |       |
| 20. Oktober | Engelbert II. von Falkenburg | Erzbischof von Köln                                                                          |       |       |
| 23. Oktober | Gunzelin III.                | Graf von Schwerin                                                                            |       |       |

## Datum unbekannt
| Tag | Name                      | Beruf, bekannt als                                                                      | Alter | Beleg |
| --- | ------------------------- | --------------------------------------------------------------------------------------- | ----- | ----- |
|     | Balduin II.               | lateinischer Kaiser von Konstantinopel (1228–1261)                                      |       |       |
|     | Pablo Christiani          | antijüdischer Polemist und Hauptgegner von Nachmanides an der Disputation von Barcelona |       |       |
|     | Günther VII.              | Graf von Schwarzburg-Blankenburg                                                        |       |       |
|     | Friedrich von Hausen      | Bischof von Kulm                                                                        |       |       |
|     | Hawise de Londres         | anglonormannische Adlige                                                                |       |       |
|     | Uthman Marwandi           | Sufi-Meister                                                                            |       |       |
|     | Nasir ad-Din at-Tusi      | persischer Universalgelehrter                                                           |       |       |
|     | Wolfram II. von Praunheim | Ritter                                                                                  |       |       |